# Raven's Home
Raven's Home (bra: A Casa da Raven; prt: A Raven Voltou) é uma série familiar de comédia do Disney Channel. A série é o segundo spin-off de That's So Raven, criada por Michael Poryes e Susan Sherman. A série é protagonizada por Raven-Symoné, Issac Ryan Brown, Navia Robinson, Jason Maybaum, Sky Katz e Anneliese van der Pol.
No Brasil, a série teve uma pré-estreia no dia 29 de outubro de 2017 e ficou no ar até o dia 3 de setembro de 2023, no Disney Channel Brasil e começou a sua exibição regular no dia 5 de novembro de 2017. Em Portugal, a série estreou a 16 de fevereiro de 2018.

## Sinopse
Depois de tantos anos Raven Baxter e suas aventuras retornam, contudo em um novo contexto, mais amadurecida e mais atrapalhada do que nunca. 
Nesse momento a protagonista e a sua melhor amiga Chelsea são mães solteiras e respectivamente divorciadas. Sendo assim, elas decidem criar seus filhos todos juntos em um apartamento em Chicago. A Raven é mãe dos gêmeos Booker e Nia, fruto do seu casamento frustrado com Devon Carter, sua paixão da adolescência. Já a Chelsea é mãe de Levi, no qual o pai Garrett foi preso devido a um gigantesco calote, a deixando sozinha. 
A casa deles torna-se uma completa bagunça quando o Booker descobre que herdou as características psíquicas da mãe. Nota-se ao longo dos episódios que isso será o motivo de inúmeras confusões. Prepara-te para viver grandes e divertidas aventuras com a Raven, Booker e Nia, a vizinha Tess e para completar sua melhor amiga Chelsea e o filho Levi.
Na segunda temporada vem com a descoberta por parte da Raven e o Booker sobre o segredo que vinham escondendo um do outro. Além disso, a protagonista abre uma linha de roupas nomeada como Ravenous. Já na terceira temporada com mais aventura e diversão dessa turma, desta vez todos viajam para fora de Chicago e também reencontram Garrett pai de Levi.

### Síntese Televisiva
A série segue as inseparáveis melhores amigas, Raven e Chelsea, agora adultas e, não muito maduras, ambas mães divorciadas, que tomam conta dos seus filhos num apartamento em Chicago. Tentam a todo o custo criar as suas famílias numa casa caótica, mas divertida e cheia de amigos.

## Produção
Oito anos após o fim da série original, começaram a existir rumores que a série poderia voltar ou que poderia vir a existir um spin-off de That's So Raven.
A 27 de outubro de 2016, foi anunciado que Raven-Symoné iria protagonizar e produzir um spin-off da série original e também que, Raven-Symoné iria deixar de ser uma das apresentadoras do TheView para trabalhar em tempo integral na série. Em novembro de 2016, foi anunciado que Anneliese van der Pol iria também protagonizar de novo a Chelsea Daniels, no spin-off, também como uma mãe divorciada, com um filho, Levi. Em abril de 2017, a série foi oficialmente confirmada com o título de Raven's Home.
Em 10 de outubro de 2017, o Disney Channel renovou a série para uma segunda temporada.
A terceira temporada de Raven's Home, foi confirmada por Raven-Symoné, em vários meios de comunicação em 10 de outubro de 2018. O Disney Channel confirmou oficialmente a terceira temporada em 29 de novembro de 2018. As filmagens começaram em 8 de novembro de 2018.
No dia 16 de outubro de 2019, foi confirmado que a série seria renovada para a sua quarta temporada. As gravações começaram ainda em 2019.
No dia 1 de outubro de 2021, foi confirmado que a série seria renovada para a sua quinta temporada.
No dia de 10 de setembro de 2022, foi anunciado durante um painel na Disney's D23 Expo por Raven-Symone que a série foi renovada para uma sexta temporada.
Em 23 de março de 2023, foi anunciado que a sexta temporada estrearia em 9 de abril de 2023.
Em 15 de maio de 2024, foi anunciado que Raven's Home havia terminado após seis temporadas e que um piloto spin-off intitulado Alice in the Palace foi encomendado.

## Elenco

### Principal
| Legenda | Legenda                       |
| ------- | ----------------------------- |
| P       | Creditado no Elenco Principal |
| R       | Creditado como recorrente     |
| C       | Creditado como convidado      |
| —       | Personagem ausente            |

| Artista               | Personagem           | Temporadas | Temporadas | Temporadas | Temporadas | Temporadas | Temporadas |
| Artista               | Personagem           | 1          | 2          | 3          | 4          | 5          | 6          |
| --------------------- | -------------------- | ---------- | ---------- | ---------- | ---------- | ---------- | ---------- |
| Raven-Symoné          | Raven Baxter         | P          | P          | P          | P          | P          | P          |
| Issac Ryan Brown      | Booker Baxter-Carter | P          | P          | P          | P          | P          | P          |
| Navia Robinson        | Nia Baxter-Carter    | P          | P          | P          | P          | —          | —          |
| Jason Maybaum         | Levi Grayson         | P          | P          | P          | P          | —          | —          |
| Sky Katz              | Tess                 | P          | P          | P          | P          | —          | C          |
| Anneliese van der Pol | Chelsea Grayson      | P          | P          | P          | P          | C          | —          |
| Mykal-Michelle Harris | Alice Baxter         | —          | —          | —          | —          | P          | P          |
| Felix Avitia          | Neil                 | —          | —          | —          | —          | P          | P          |
| Emmy Liu-Wang         | Ivy                  | —          | —          | —          | —          | P          | P          |
| Rondell Sheridan      | Victor Baxter        | —          | C          | —          | —          | P          | P          |

## Episódios
| Temporada | Temporada | Episódios | Exibição original    | Exibição original      | Exibição em Portugal    | Exibição em Portugal | Exibição no Brasil     | Exibição no Brasil     |
| Temporada | Temporada | Episódios | Estreia de temporada | Final de temporada     | Estreia de temporada    | Final de temporada   | Estreia de temporada   | Final de temporada     |
| --------- | --------- | --------- | -------------------- | ---------------------- | ----------------------- | -------------------- | ---------------------- | ---------------------- |
|           | 1         | 13        | 21 de julho de 2017  | 20 de outubro de 2017  | 16 de fevereiro de 2018 | 23 de março de 2018  | 29 de outubro de 2017  | 17 de dezembro de 2017 |
|           | 2         | 21        | 25 de junho de 2018  | 30 de novembro de 2018 | 12 de abril de 2019     | 31 de maio de 2019   | 02 de setembro de 2018 | 12 de maio de 2019     |
|           | 3         | 26        | 17 de junho de 2019  | 3 de maio de 2020      | 10 de fevereiro de 2020 | —                    | 15 de dezembro de 2019 | 27 de agosto de 2020   |
|           | 4         | 20        | 24 de julho de 2020  | 21 de maio de 2021     | —                       | —                    | 15 de maio de 2021     | 17 de dezembro de 2021 |
|           | 5         | 25        | 11 de março de 2022  | 2 de dezembro de 2022  | —                       | —                    | 16 de maio de 2022     | 23 de março de 2023    |
|           | 6         | 18        | 09 de abril de 2023  | 03 de setembro de 2023 | —                       | —                    | 26 de junho de 2023    | 05 de dezembro de 2023 |
|           |           |           |                      |                        |                         |                      |                        |                        |

## Prêmios e indicações
| Ano  | Prêmio              | Categoria                                     | Recipiente   | Resultado | Ref.  |
| ---- | ------------------- | --------------------------------------------- | ------------ | --------- | ----- |
| 2018 | NAACP Image Awards  | Outstanding Children’s Program                | Raven's Home | Indicado  | [ 4 ] |
| 2018 | Daytime Emmy Awards | Outstanding Performer in a Children's Program | Raven-Symoné | Pendente  | [ 5 ] |